# Monument au Travail

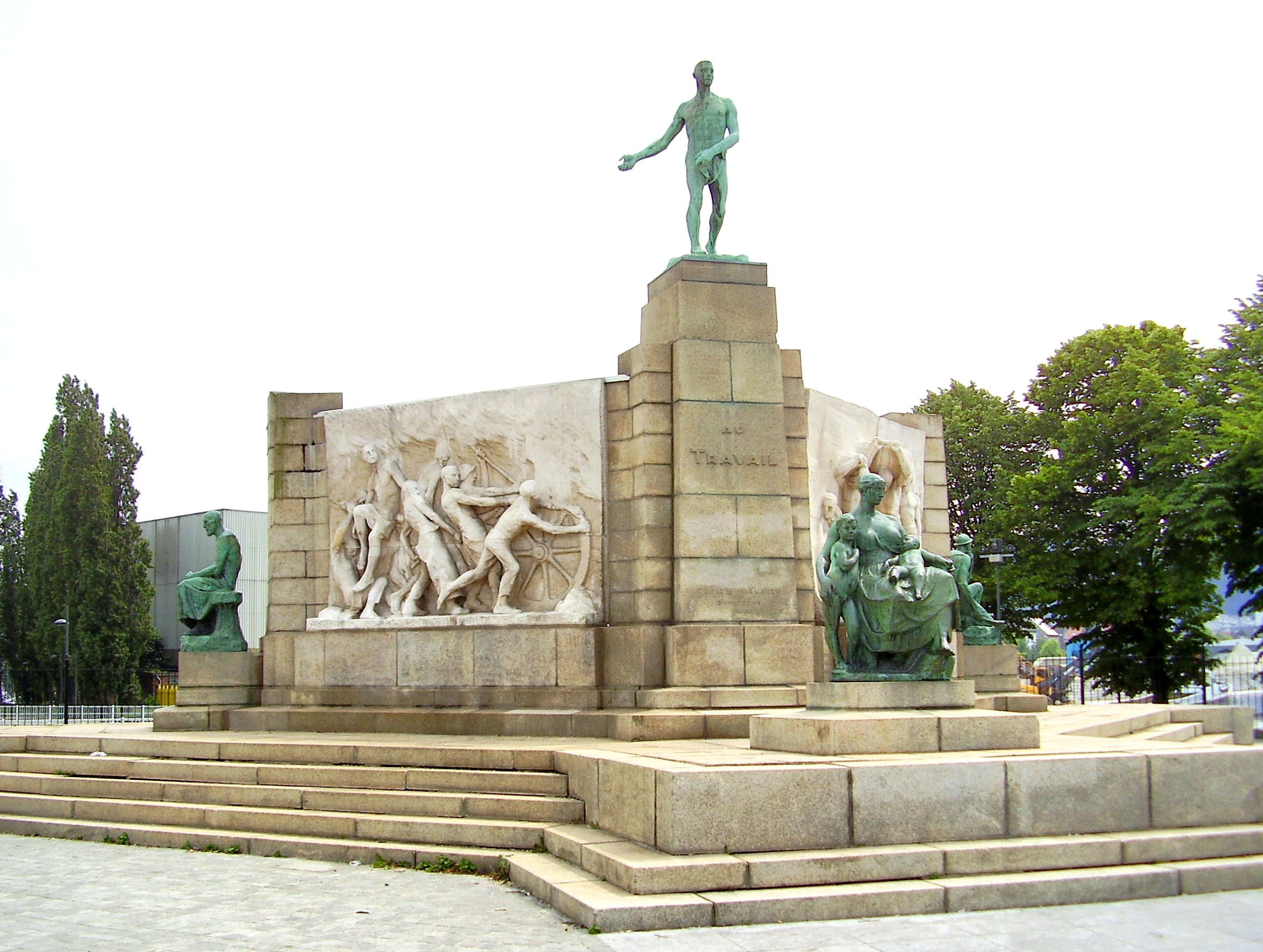
Le Monument au travail

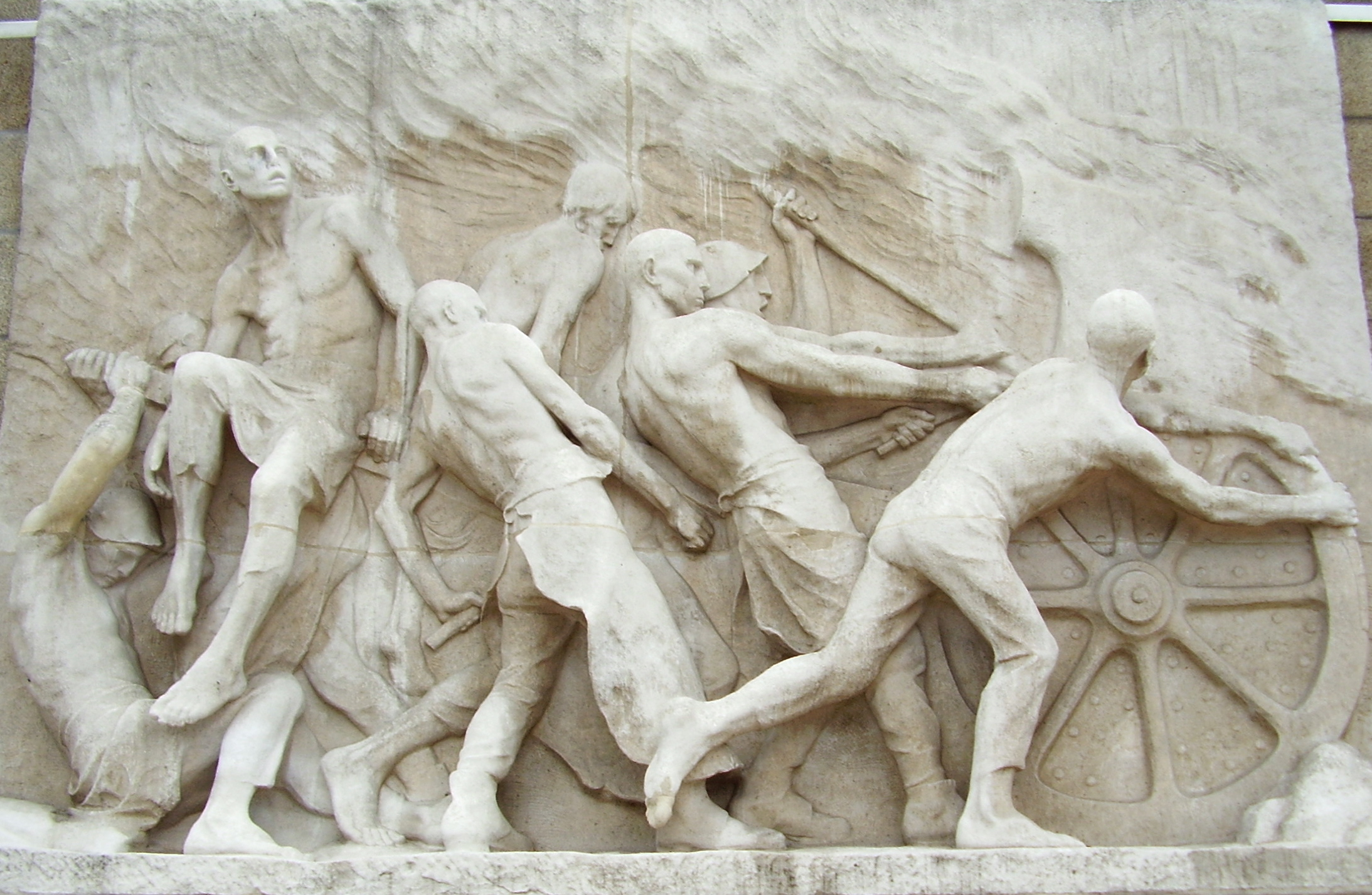
L'Industrie

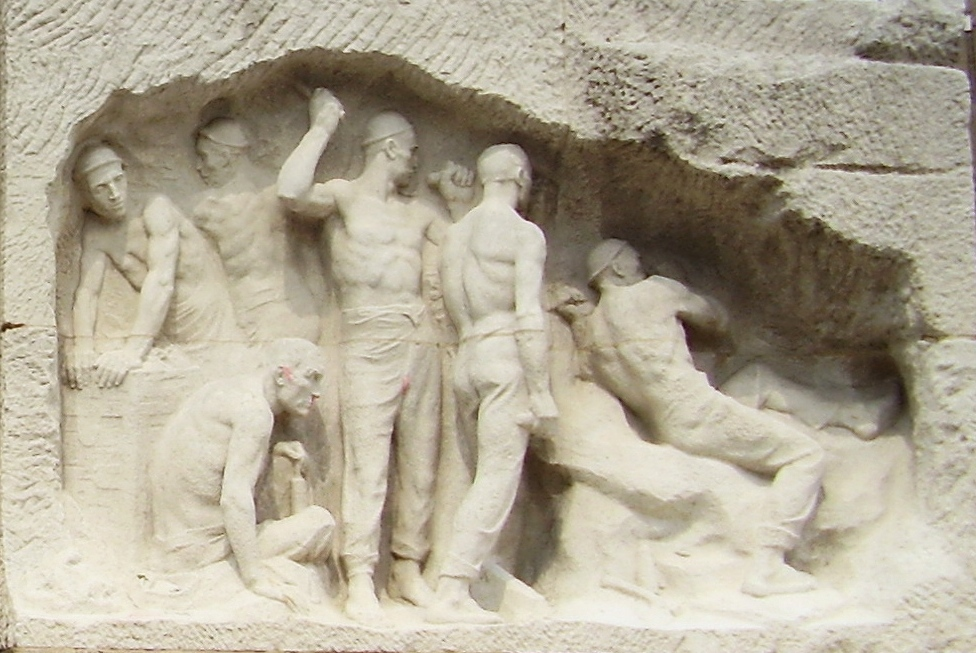
La Mine'

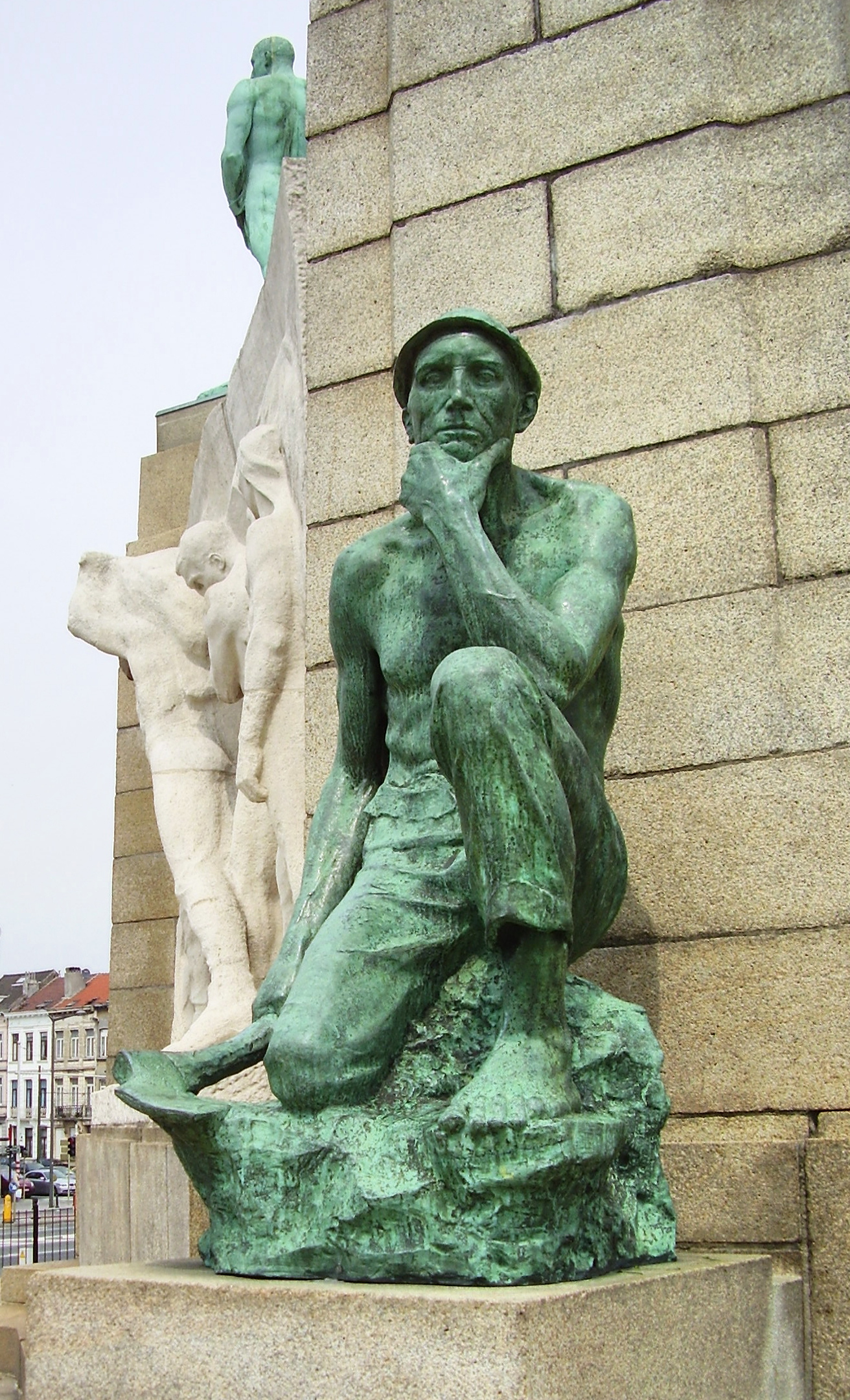
Le Mineur

Le Monument au Travail (en néerlandais : Monument aan de Arbeid) à Bruxelles est situé dans la section de Laeken, au nord du grand bassin Vergote, sur le quai des Yachts. Le monument érigé par l'architecte Mario Knauer en 1930, met en scène cinq sculptures de bronze et quatre hauts-reliefs, œuvres du sculpteur Constantin Meunier (1831-1905) qui dès les années 1890 travaille à ce projet terminé de façon posthume.

## Heurs et malheurs d'un monument
Les figures et reliefs conçus par Meunier de 1890 à 1902 connurent de nombreuses péripéties. À l'origine, le sculpteur prévoyait une disposition en hémicycle ou en pyramide. À sa demande, Victor Horta avait conçu plusieurs projets pour leur installation. En 1901, à l'occasion du 70e anniversaire du sculpteur, Camille Lemonnier, dans un vibrant plaidoyer, exprima le souhait que le monument soit érigé comme un hommage national à son auteur. Ce dernier souhaitait que son monument soit installé au rond-point de l'avenue de Tervueren, mais le gouvernement refusa sous prétexte qu'il pourrait constituer un centre de ralliement pour les socialistes les jours de manifestation. En 1902, un Danois proposa d'acheter les sculptures en vue d'ériger un monument au Danemark. Cette proposition suscita un tel émoi que le gouvernement se résolut à les acheter en 1903, sans projet d'installation défini. Lors de l'exposition consacrée à l'œuvre de Meunier à Louvain en 1909, les visiteurs purent voir un essai d'assemblage grandeur nature.
En 1926, la Société centrale d'Architecture de Belgique créa un Comité pour l'érection du Monument au Travail de Constantin Meunier. Par voie de concours, le projet de Mario Knauer fut adopté en 1929 et le monument inauguré en 1930 à l'occasion des fêtes du centenaire de la Belgique. Installé au square Jules de Trooz, il fut démonté en 1949 et remonté en 1954 au quai des Yachts, juste de l'autre côté du canal. 
Au fil des ans, il fut victime des outrages du temps et d'actes de vandalisme. Un Comité de protection pour sauver le Monument au Travail vit le jour. Il fut un moment question de le déplacer vers le plateau du Heysel, mais cette solution fut jugée inacceptable par le comité qui estimait que le monument avait sa place face au port de Bruxelles. Bien qu'il eût été classé le 28 septembre 1995, les obstacles administratifs s'accumulèrent. Les travaux, commencés en 1999, s'achevèrent en 2002.

## Description
La Belgique industrielle de la fin du XIXe siècle fournit le thème de ce monument. En avant du monument est placé La Maternité, un bronze figurant une femme et ses enfants symbolisant l’avenir. Dressé sur un pylône au coin du monument dans l'axe de La Maternité, Le Semeur personnifie le travail de la terre et la production. Aux trois autres angles sont placés, L’Ancêtre, homme âgé représentant le passé et la tradition, Le Mineur pour les charbonnages et Le Forgeron pour la métallurgie. 
Les hauts-reliefs des côtés, associés aux quatre éléments, ont pour sujet : L’Industrie (le feu), qui représente des ouvriers emmenant un creuset dont s'échappe du verre en fusion ; La Mine (la terre), qui représente des mineurs s'attaquant à un filon de houille ; La Moisson (l'air) qui représente une famille en train de moissonner ; Le Port (l'eau) qui représente des dockers au travail. 
Les sujets sont traités dans le style naturaliste propre au sculpteur, traduisant leur force, leur âpreté et leur dignité. Le travail est idéalisé. Paradoxalement, le sculpteur, fortement marqué quelques années plus tôt par les conditions de travail éprouvantes d'alors, fait de ses sujets les héros du temps, idéalisant une condition peu enviable. La puissance que dégagent les personnages inspire plus le respect que la volonté d'améliorer le statut des travailleurs ou la compassion pour la misère subie. 
L’emplacement choisi pour la construction du monument est symbolique, au bord du bassin de déchargement des péniches qui apportent leurs marchandises en provenance des mines et des usines du sud via le canal de Charleroi ou du port d’Anvers au nord.